# Championnat de Turquie de football de quatrième division
La Nesine 3.Lig constitue le quatrième niveau du football en Turquie, juste en dessous de la Division 3 (Nesine 2.Lig).
La division 4 est composée au total 54 équipes, constituée en 3 groupes de 18 équipes.
Après 17 matches à domicile et à l’extérieur, les 3 équipes finissant à la première place de leurs groupes respectifs montent directement en Division 3 (Nesine 2.Lig) et les équipes se trouvant entre la seconde et quatrième place des groupes se rencontrent en système de play-off dans lequel 3 équipes supplémentaires monteront en Division 3 (Nesine 2.Lig). Fuchs Sports a le droit de diffuser en ligne les matchs de la Nesine 3rd League.

## Déroulement du championnat
- Première phase : Division 4 sous 3 groupes de 19 équipes
- Deuxième phase : Play-Off Division 4 (Spor Toto 3. Lig Play-Off Maçları) avec matchs éliminatoires entre les équipes terminant de la deuxième place à la quatrième place.

Les 3 vainqueurs des finales des Play-Off Division 4 sont promus en Division 3 (TFF 2.Lig).
Depuis la saison 2023-2024, il y a quatre groupes. Les équipes qui terminent à la première place de leur groupe sont promues directement. Deux autres promus sont issus des barrages disputés entre les équipes ayant terminé de la deuxième à la sixième place.

## Tableau des vainqueurs
| Année     | Champion |
| 2024-2025 | Bursaspor - Muğlaspor - 1er groupe 3 - 1er groupe 4 |
| 2023-2024 | Kepezspor - Batman Petrolspor A.Ş. - Karaköprü Belediyespor - Adana 1954                                                                                                |
| 2022-2023 | Yeni Mersin İdmanyurdu Futbol A.Ş. - Iğdır FK - 68 Aksaray Belediye Spor                                                                                                |
| 2021-2022 | Batman Petrolspor A.Ş. - Düzcespor - Esenler Erokspor |
| 2020-2021 | Diyarbekir Spor A.Ş. - Nazilli Belediyespor - Somaspor - Adıyaman 1954 Spor                                                                                             |
| 2019-2020 | 24 Erzincanspor - Turgutluspor - Pazarspor |
| 2018-2019 | Hekimoğlu Trabzon - Kırşehir Belediyespor - Bayburt İl Özel İdare Gençlik ve Spor                                                                                       |
| 2017-2018 | Manisa Büyükşehir Belediyespor - Darıca Gençlerbirliği - Utaş Uşakspor                                                                                                  |
| 2016-2017 | Sancaktepe Belediye Spor - Bodrumspor - Afjet Afyonspor |
| 2015-2016 | Büyükşehir Bld. Erzurumspor - Etimesgut Bld. Spor - Kastamonuspor 1966                                                                                                  |
| 2014-2015 | Tuzlaspor - Eyüpspor - Anadolu Üsküdar 1908 Spor |
| 2013-2014 | Ümraniyespor - Düzyurtspor - Keçiörengücü |
| 2012-2013 | Diyarbakır Büyükşehir Belediyespor - Aydınspor 1923 - Altınorduspor |
| 2011-2012 | İnegölspor - Nazilli Belediyespor - Hatayspor |
| 2010-2011 | Tepecikspor A.Ş. - Kırklarelispor - Gaziosmanpaşa |
| 2009-2010 | Bandırmaspor - Balıkesirspor - Malatya Belediyespor |
| 2008-2009 | Göztepe - Tepecik Bld.Spor - Tavşanlı Bld. Tki. - Kahramanmaraşspor - Yalovaspor - Pursaklarspor                                                                        |
| 2007-2008 | Belediye Vanspor - Tokatspor - Denizli Belediyespor - Beykoz 1908 |
| 2006-2007 | Diyarbakır B.Ş. Bld. Diskispor - Araklıspor - Bozüyükspor - Gaziosmanpaşa                                                                                               |
| 2005-2006 | Erzincanspor - Etimesgut Şekerspor A.Ş. - Keçiörengücü - Gebzespor |
| 2004-2005 | İDÇ. Genel Müdürlüğüspor - Pazarspor - Kasımpaşaspor - Y.Turgutluspor                                                                                                   |
| 2003-2004 | Karamanspor - Gençlerbirliği Asaşspor - Pendikspor - Alanyaspor |
| 2002-2003 | Osmaniyespor - Y.Kırşehirspor - Aksarayspor - Yalovaspor - Çorluspor |
| 2001-2002 | Çubukspor - Adıyamanspor - Zonguldakspor - Muğlaspor - F.Karagümrük |
| 2000-2001 | Mardinspor - Iğdır Belediyespor - Adana Demirspor - Tokatspor - Uşakspor - Mustafakemalpaşaspor - Maltepespor - Yıldırım Bosnaspor                                      |
| 1999-2000 | Cizrespor - Gümüşhane Doğanspor - Hacılar Erciyesspor - Türk Telekom - Ispartaspor - Yeni Turgutluspor - Öz Sahrayıcedit - Kırklarelispor                               |
| 1998-1999 | Siirt K.H. - Sivasspor - Malatya Bld.Spor - Kırıkkale Bld.Spor - Asaşspor - Nazillispor - Darıca G.Birliği - G.O.Paşa                                                   |
| 1997-1998 | Ağrıspor - Gümüşhane Doğanspor - Fırat Ü. - Kilimli Bld. -Petrolofisi - İzmirspor - Pendikspor - Çorluspor                                                              |
| 1996-1997 | Bat. Petrolspor - Giresunspor - G.Antep Sankospor - Boluspor - Ankara B.Ş. Belediyespor - Kasımpaşa Marmarisspor - İstanbul B.Ş.Belediyespor                            |
| 1995-1996 | Bingölspor - Hopaspor - İskenderunspor - Ankara Demirspor - Ünyespor - Muğlaspor - Kuşadasıspor - İnegölspor - Nişantaşı - Beylerbeyi                                   |
| 1994-1995 | Elazığspor - Erzincanspor - Şanlıurfaspor - Ankara PTT - Beypazarıspor - Fethiyespor - Yeni Yozgatspor - Bergamaspor - Lüleburgazspor - Anadoluhisarı İdmanyurdu        |
| 1993-1994 | Batman Belediyespor - Çaykur Rizespor - İçel Polisgücü - Ankara Şekerspor - Kemer Belediyespor -Erdemir Ereğlispor - Edirnespor - Düzcespor - Y. Afyonspor - Manisaspor |
| 1992-1993 | Adıyamanspor - Giresunspor - Hatayspor - Yeni Sincanspor - Eskişehirspor - Çorumspor - İst.B.Ş. Belediyespor - Çorluspor - Çanakkale Dardanelspor - Yeni Turgutluspor   |
| 1991-1992 | Akçaabat Sebatspor - Batman Belediyespor - İskenderunspor - Yozgatspor - Yeni Nazillispor - Kütahyaspor - İstanbulspor - Zonguldakspor - Balıkesirspor                  |
| 1990-1991 | Bafraspor - Muşspor - Tarsus İdman Yurdu - Kayserispor - Ispartaspor - Manisaspor - Bozüyükspor - S.K.Çekmecespor - Üsk. Anadolu                                        |
| 1989-1990 | Ünyespor - Elazığspor - Hatayspor - Düzce Doğsanspor - Yeni Afyonspor - Bucaspor - Gönenspor - Gaziosmanpaşaspor - Yalovaspor                                           |
| 1988-1989 | Bulancakspor - Şanlıurfaspor - Niğdespor - Keçiörengücü - Sökespor - İzmirspor - Bandırmaspor - Kasımpaşa - Karagümrük                                                  |
| 1987-1988 | Giresunspor - Mardinspor - Nevşehirspor - Polatlıspor - Alanyaspor - Ayvalıkgücü - Bursaspor - Uzunköprüspor - Kartalspor                                               |
| 1986-1987 | Bitlisspor - Niğdespor - Bartınspor - Ispartaspor - Menemenspor - Uşakspor - Kütahyaspor - Eyüp - Zeytinburnu - Trabzonspor                                             |
| 1985-1986 | Bayburtspor - Elazığspor - Reyhanlıspor - Çarşambaspor - Sökespor - Kırşehirspor - Sönmez Filament - Çanakkalespor - Kuşadasıspor - Çorluspor - Silivrispor - Beykoz    |
| 1984-1985 | Gölcükspor - Bakırköyspor - İnegölspor - Etibank SAS - Düzce K.Doğsanspor - Osmaniyespor - Hopaspor - Erzincanspor - Siirt YSE Spor - Manisaspor - Aydınspor            |
| 1983-1984 | Pas de compétition |
| 1982-1983 | Pas de compétition |
| 1981-1982 | Pas de compétition |
| 1980-1981 | Pas de compétition |
| 1979-1980 | Tarsus İdman Yurdu - İzmirspor |
| 1978-1979 | Erzurumspor - Lüleburgazspor |
| 1977-1978 | Sebat Gençlik - Edirnespor |
| 1976-1977 | Tekirdağspor -Düzcespor - Urfaspor |
| 1975-1976 | Ispartaspor - Diyarbakırspor |
| 1974-1975 | Bandırmaspor - Elazığspor |
| 1973-1974 | Kırıkkalespor - Çorumspor |
| 1972-1973 | Tirespor - Eskişehir Demirspor - Erzurumspor - Malatyaspor |
| 1971-1972 | Beykoz - Lüleburgazspor - Gaziantepspor - Karabükspor |
| 1970-1971 | Konyaspor - Sarıyer SK - Konya İd.Y. - İskenderunspor |
| 1969-1970 | Uşakspor - Hatayspor |
| 1968-1969 | Nazillispor - Tarsus İdman Yurdu |
| 1967-1968 | Düzcespor |